# Speyerbach
Speyerbach este un afluent al râului Rin, situat în landul Renania-Palatinat, Germania. Izvorul lui se află lângă Speyerbrunn (cartier al localității Elmstein), la altitudinea de 296 m. Cursul lui are o lungime de 60,1 km, cu o diferență de altitudine de 204 m. Speyerbach se varsă în Rin la Speyer.

Afluenți
Helmbach, Mühlbachgraben, Modenbach, Hainbach, Breitenbach, Hochspeyerbach, Luhrbach, Woogbach
Localități traversate
Neustadt, Speyer, Lambrecht, Elmstein, Esthal, Frankeneck, Hanhofen, Dudenhofen
Bazin de colectare
596 km²